# Sant'Osvaldo (Udine)

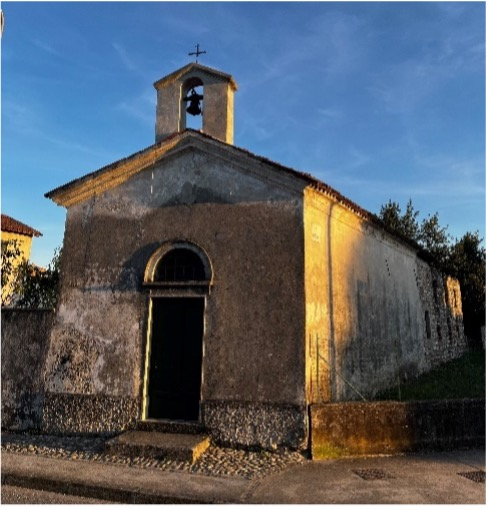
Chiesa di Sant'Osvaldo (Udine)

Sant'Osvaldo (San Svualt in friulano) è un quartiere del comune di Udine che fa parte della VI Circoscrizione "San Paolo-Sant'Osvaldo". Il quartiere, situato nella zona sud-ovest di Udine, si sviluppa su una superficie di 4.23 km² lungo la strada (SR353) che unisce il capoluogo friulano con Muzzana del Turgnano, e nella zona adiacente di via Lumignacco. Secondo i dati del 2008, all'epoca esso contava 5.527 abitanti di cui 747 stranieri.

## Storia
Il quartiere sino alla fine del XVI secolo veniva denominato genericamente con appellativi quali fuori porta Grazzano, in tavella Grazani, in Grizan de fora. Successivamente la zona prese il nome dalla piccola chiesa omonima sita in via Basiliano, all'altezza del civico 14, dedicata a Sant'Osvaldo re di Northumbria. Essa fu fondata nel XVI secolo da Francesco Dragoni, luogotenente veneziano a Udine, adiacente a un casale di sua proprietà, con la funzione di protezione dei raccolti e del bestiame. La piccola chiesa divenne quindi un punto di riferimento per la comunità locale, e fu citata per la prima volta in un documento ufficiale di locazione nel 1626, con la dicitura S. Sualdo. L’anno 2026 rappresenta quindi il quadricentenario del toponimo del quartiere.
Successivamente il casale e la chiesa passarono di proprietà, nel 1853 alla famiglia Romanello e successivamente, nel 1865, alla famiglia Coseano. Questi edifici restarono a lungo praticamente le uniche costruzioni della zona. Solo dall’inizio 1800 si riscontrano una cinquantina di case radunate in piccole borgate. Vi erano anche molti sentieri campestri per mezzo dei quali gli agricoltori raggiungevano i terreni coltivabili. Nello stesso periodo, con la costruzione della linea ferroviaria a nord del quartiere, si accentuò la separazione dal pur adiacente nucleo urbano della città di Udine. Le attività commerciali e artigianali ebbero un primo sviluppo dopo la metà dell'Ottocento con officine come il battiferro, il calzolaio, i mugnai, i venditori di trebbie. Più tardi nel 1910 sono nate varie industrie: la tessitura Radina, il mulino a cilindri di Celeste Cogoi, le officine meccaniche di Antonio Toffolutti, il pastificio del cav. Giuseppe Storti, la ferriera De Luca Quargnolo, il mulino e la segheria Tavani.
L'antica chiesa di Sant'Osvaldo è stata il riferimento principale per i residenti fino al 1912, anno di costruzione della più grande chiesa dedicata alla Beata Maria Vergine di Lourdes e co-intitolata anche a Sant’Osvaldo. Tuttavia solo a partire dal 1923 fu soppressa la celebrazione della messa festiva nella chiesa più antica, la cui apertura da allora fu riservata alla Domenica delle Palme per la benedizione dei rami di ulivo e al 5 agosto per la festa del patrono, come accade tuttora.
Nel corso del primo conflitto mondiale, il 27 agosto 1917, il quartiere salì agli onori della cronaca quando la deflagrazione del materiale stoccato in varie polveriere presenti in zona causò la distruzione totale nel raggio di 40 kilometri e causò la morte di circa 27 civili e imprecisate vittime militari. Si trattò di un evento talmente catastrofico da restare impresso nella memoria collettiva come lo scoppio di Sant'Osvaldo.
Il borgo fu successivamente ricostruito, e l’edilizia popolare ebbe poi ulteriore impulso al termine della seconda guerra mondiale. Nel 1947 fu portata a termine, a cura del Genio civile, la costruzione di dodici palazzine tra le vie Bertiolo, Sedegliano e 4 novembre. Successivamente, nel 1954, furono realizzati due condomini a fianco della chiesa di Sant'Osvaldo.